# DF-5
DF-5는 중국의 ICBM이다.

## 역사
1971년에 최초 시험발사했다. 1980년 5월 마지막 시험발사를 했다. 1981년 2발이 시범적으로 실전배치되었다. 2단 액체연료를 사용하며, 사거리는 10,000-12,000 km이다. 5 Mt의 수소폭탄을 한 발 탑재했다. 1986년 개량형을 개발하기 시작했다.
미국 동부인 뉴욕, 워싱턴을 핵공격할 수 있는 최초의 중국 ICBM이다.
2018년 현재 세계 최대 ICBM은 러시아의 200톤 SS-18 사탄이지만, 180톤 DF-5는 사탄과 거의 비슷한 무게이다. 2단에 UDMH 액체연료인 점도 동일하다.

## 파생형
DF-5지하 사일로, 사거리 12,000 km, 5Mt 수소폭탄 1개
DF-5A지하 사일로, 사거리 13,000 km, 5Mt 수소폭탄 1개, 정확도 개선
DF-5B지하 사일로, 사거리 13,000 km, MIRV 다탄두 8발
DF-5C트럭 이동식, 사거리 15,000 km, MIRV 다탄두 10발

## DF-5B
2015년 펜타곤 보고서에 따르면, 단탄두인 DF-5A를 다탄두로 개량했다. MIRV 3-8발을 탑재할 수 있다. 2015년 9월 3일, DF-5B를 열병식에 공개했다. 미국은 DF-5 20발을 보유했을 것이며, 그 중 10발은 다탄두인 DF-5B일 것이라고 보았다.

## DF-5C
2017년 1월 20일, 도널드 트럼프 미국 대통령 취임식 날, 중국이 지하 사일로형이던 DF-5B를 트럭 이동식 DF-5C로 개량을 하여, 최초로 시험발사했다. 산시 성 타이위안 위성발사센터에서 서부 사막 지대로 발사했다.
중국은 북한과의 접경지역에 DF-5C와 DF-41 대륙간 탄도미사일(ICBM)을 배치했다고 밝혔다.
2017년 1월, 중국 관영 환구시보는 사정거리 14,000 km의 핵탄두 장착 ICBM 둥펑(東風·DF)-41을 동북지방에 배치했다고 보도했다.

## 핵탄두
2018년 개봉한 미션 임파서블: 폴아웃에서, 테러범들이 5Mt 플루토늄 수소폭탄 3개를 터뜨리려는 것을 에단 헌트가 막는다. 플루토늄 공이 한 손으로 잡을 만큼 작게 나오며, 단 한명의 핵기술자만 있으면 72시간 만에 수소폭탄 3발을 만들 수 있다고 나온다. 플루토늄의 획득만이 가장 어렵지, 수소폭탄 제작은 매우 쉽다는 것이다. 5Mt 플루토늄 수소폭탄으로 전세계에서 유명한 게 중국의 둥펑 5호 ICBM이다.

## 우주발사체
DF-5를 개량해서 우주 발사체 펑바오 1호를 개발했다.